# Clinocentrus umbratilis
Clinocentrus umbratilis är en stekelart som beskrevs av Alexander Henry Haliday 1833. Clinocentrus umbratilis ingår i släktet Clinocentrus och familjen bracksteklar. Arten är reproducerande i Sverige. Utöver nominatformen finns också underarten C. u. disruptus.